# Lepidonotus clava
Lepidonotus clava är en ringmaskart som först beskrevs av Montagu 1808.  Lepidonotus clava ingår i släktet Lepidonotus och familjen Polynoidae. Arten har ej påträffats i Sverige. Inga underarter finns listade i Catalogue of Life.